# Blanes (plaats)
Blanes is een gemeente en een badplaats in de Spaanse autonome regio Catalonië, in de provincie Girona. Blanes is de zuidelijkste plaats van de Costa Brava. Het zuidelijker gelegen Malgrat de Mar wordt ook vaak tot de Costa Brava gerekend, maar dit is onjuist. De rivier de Tordera, tussen Blanes en Malgrat de Mar, vormt de grens tussen de provincies Barcelona en Girona en tevens tussen de Costa Brava en de Costa del Maresme. Blanes telt 39.060 inwoners (1 januari 2016). Het is een populaire badplaats onder toeristen uit Noord- en West-Europa. Vanuit Blanes kan men met een regionale trein, de Cercanías, naar Barcelona gaan.

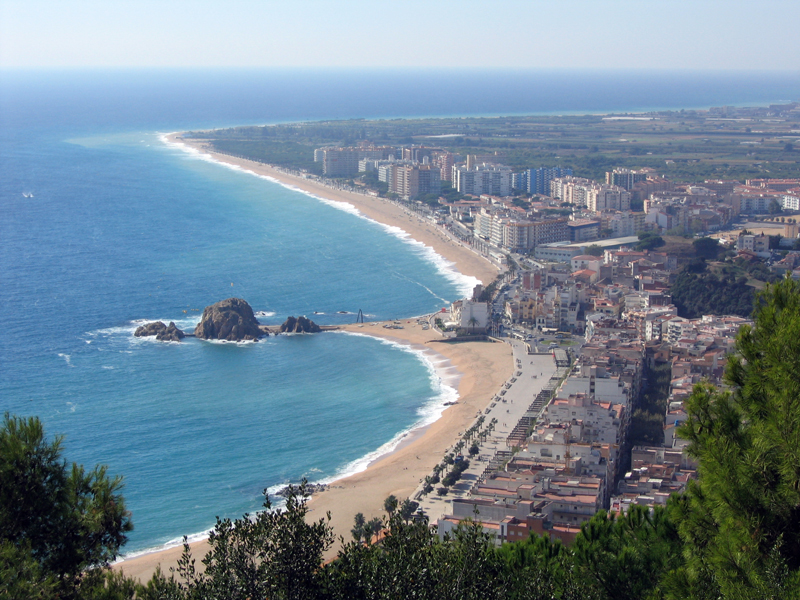
Strand van Blanes

Blanes kent twee grote en bekende botanische tuinen. De Mar i Murtra is een mooie, kleurrijke plantentuin van bijna vijftien hectare groot. De tuin kent meer dan 4000 plantensoorten en wordt jaarlijks door zo'n 300.000 mensen bezocht. De tweede tuin is Pinya de Rosa. Deze heeft meer dan 7000 soorten planten, waaronder een grote collectie aloës en cactussen. Een groot aantal wordt tot de beste exemplaren ter wereld beschouwd onder de plantenliefhebbers.

## Demografische ontwikkeling
Bron: INE; 1857-2011: volkstellingen

## Vuurwerkfestival
Wereldberoemd is het 'Concurs de Focs d'Artifici', het vuurwerkconcours dat tijdens het Santa Anna festival wordt gehouden in Blanes. Dit concours, een internationale wedstrijd tussen verschillende landen, vindt altijd plaats in de derde of vierde week van juli. Tijdens het concours wordt meer dan 500.000 kilo aan vuurwerk de lucht in geschoten. Tijdens het vuurwerkconcours komen van heinde en verre mensen naar het strand van Blanes. Tijdens de vuurwerkshows op vrijdag en zaterdag zijn er meer dan 100.000 mensen in Blanes.

## Geboren in Blanes
- Rubén Yáñez (12 oktober 1993), voetballer
- Mamadou Tounkara (19 januari 1996), voetballer

Agullana · Aiguaviva · Albanyà · Albons · Alp · Amer · Anglès · Arbúcies · Argelaguer · Avinyonet de Puigventós · Banyoles · Bàscara · Begur · Bellcaire d'Empordà · Besalú · Bescanó · Beuda · Biure · Blanes · Boadella i les Escaules · Bolvir · Bordils · Borrassà · Breda · Brunyola i Sant Martí Sapresa · Cabanelles · Cabanes · Cadaqués · Caldes de Malavella · Calonge i Sant Antoni · Camós · Campdevànol · Campelles · Campllong · Camprodon · Canet d'Adri · Cantallops · Capmany · Cassà de la Selva · Castell-Platja d'Aro · Castellfollit de la Roca · Castelló d'Empúries · Celrà · Cervià de Ter · Cistella · Colomers · Corçà · Cornellà del Terri · Crespià · Cruïlles, Monells i Sant Sadurní de l'Heura · Darnius · Das · El Far d'Empordà · El Port de la Selva · Espinelves · Espolla · Esponellà · Figueres · Flaçà · Foixà · Fontanals de Cerdanya · Fontanilles · Fontcoberta · Forallac · Fornells de la Selva · Fortià · Garrigàs · Garrigoles · Garriguella · Ger · Girona · Gombrèn · Gualta · Guils de Cerdanya · Hostalric · Isòvol · Jafre · Juià · L'Armentera · L'Escala · La Bisbal d'Empordà · La Cellera de Ter · La Jonquera · La Pera · La Selva de Mar · La Tallada d'Empordà · La Vajol · La Vall d'en Bas · La Vall de Bianya · Les Llosses · Les Planes d'Hostoles · Les Preses · Lladó · Llagostera · Llambilles · Llanars · Llançà · Llers · Llívia · Lloret de Mar · Maçanet de Cabrenys · Maçanet de la Selva · Madremanya · Maià de Montcal · Masarac · Massanes · Meranges · Mieres · Mollet de Peralada · Molló · Mont-ras · Montagut i Oix · Navata · Ogassa · Olot · Ordis · Osor · Palafrugell · Palamós · Palau de Santa Eulàlia · Palau-sator · Palau-saverdera · Palol de Revardit · Pals · Pardines · Parlavà · Pau · Pedret i Marzà · Peralada · Planoles · Pont de Molins · Pontós · Porqueres · Portbou · Puigcerdà · Quart · Queralbs · Rabós · Regencós · Ribes de Freser · Riells i Viabrea · Ripoll · Riudarenes · Riudaura · Riudellots de la Selva · Riumors · Roses · Rupià · Sales de Llierca · Salt · Sant Andreu Salou · Sant Aniol de Finestres · Sant Climent Sescebes · Sant Feliu de Buixalleu · Sant Feliu de Guíxols · Sant Feliu de Pallerols · Sant Ferriol · Sant Gregori · Sant Hilari Sacalm · Sant Jaume de Llierca · Sant Joan de les Abadesses · Sant Joan de Mollet · Sant Joan les Fonts · Sant Jordi Desvalls · Sant Julià de Ramis · Sant Julià del Llor i Bonmatí · Sant Llorenç de la Muga · Sant Martí de Llémena · Sant Martí Vell · Sant Miquel de Campmajor · Sant Miquel de Fluvià · Sant Mori · Sant Pau de Segúries · Sant Pere Pescador · Santa Coloma de Farners · Santa Cristina d'Aro · Santa Llogaia d'Àlguema · Santa Pau · Sarrià de Ter · Saus, Camallera i Llampaies · Serinyà · Serra de Daró · Setcases · Sils · Siurana · Susqueda · Terrades · Torrent · Torroella de Fluvià · Torroella de Montgrí · Tortellà · Toses · Tossa de Mar · Ullà · Ullastret · Ultramort · Urús · Vall-llobrega · Vallfogona de Ripollès · Ventalló · Verges · Vidrà · Vidreres · Vila-sacra · Vilabertran · Vilablareix · Viladamat · Viladasens · Vilademuls · Viladrau · Vilafant · Vilajuïga · Vilallonga de Ter · Vilamacolum · Vilamalla · Vilamaniscle · Vilanant · Vilaür · Vilobí d'Onyar · Vilopriu